# La Prisonnière des ténèbres
Pour les articles homonymes, voir La cieca di Sorrento.
Pour plus de détails, voir Fiche technique et Distribution.
La Prisonnière des ténèbres (La cieca di Sorrento) est un film italien réalisé par Nunzio Malasomma et sorti en 1934.
Il s'agit de l'adaptation du roman homonyme de Francesco Mastriani publié en 1852.

## Synopsis
Béatrice devient aveugle lors d'une nuit effrayante au cours de laquelle elle assiste au meurtre de sa mère par un voleur, Ernesto Basileo, le scribe du notaire.
Lors du procès qui suit, sur la base de fausses preuves, le tribunal déclare Ferdinando Baldieri, qui n'était absolument pas impliqué dans le crime, coupable et le condamne à mort. Le fils de Baldieri, Carlo, après s'être échappé et être devenu un médecin renommé revient en ville où il rencontre Béatrice. Celle-ci est devenue entre-temps une belle jeune fille : il la soigne, la guérit de sa cécité, et les deux jeunes gens se marient.
Par la suite, la condamnation de Ferdinando Baldieri est révisée par le tribunal et la vérité sur cette nuit dramatique est enfin révélée.

## Fiche technique
- Titre français : La Prisonnière des ténèbres[1]
- Titre original italien : La cieca di Sorrento[2]
- Réalisateur : Nunzio Malasomma
- Scénario : Tomaso Smith (it) d'après l'œuvre homonyme de Francesco Mastriani
- Photographie : Arturo Gallea
- Montage : Giacomo Gentilomo
- Musique : Umberto Mancini
- Décors : Alberto De Poletti
- Production : Giulio Manenti (it)
- Société de production : Manenti Film (it)
- Pays de production :  Royaume d'Italie
- Langue originale : italien
- Format : Noir et blanc - 1,37:1 - Son mono - 35 mm
- Durée : 68 minutes
- Genre : Drame historique
- Dates de sortie :
  - Royaume d'Italie : 30 avril 1934

## Distribution
- Dria Paola : Beatrice di Rionero
- Corrado Racca : Filippo Morisoni
- Giulio Tempesti : Marquis de Rionero
- Miranda Bonansea : Beatrice di Rionero dans son enfance
- Anna Magnani : Anna
- Giotto Tempestini : tuteur
- Vera Dani : Maria Luisa
- Adolfo Geri : Giovannini
- Fernando De Crucciati : Ferdinando Baldieri
- Carlo Duse : Emissaire du Bourbon
- Diana Lante : Marquise de Rionero
- Mario Steni : Simone
- Leo Bartoli : Don Gesualdo
- Dino Di Luca : Ernesto Basileo
- Giulio Gemmò : Don Giacomo
- Ada Cannavò :
- Fulvia Gerbi :